# Luật pháp Nhật Bản
Luật pháp Nhật Bản đề cập đến toàn bộ các tiêu chuẩn đạt được về mặt pháp lý tại Nhật Bản.

## Diễn biến lịch sử

### Lịch sử cận đại
Các luật đầu tiên của Nhật Bản được cho là đã bị ảnh hưởng nặng nề bởi luật pháp Trung Quốc. Người ta biết rất ít về luật pháp Nhật Bản trước thế kỷ thứ bảy, khi Ritsuryō được phát triển và ban hành. Trước khi Chữ Hán được người Nhật chấp nhận và điều chỉnh, người Nhật không có hệ thống chữ viết nào để ghi lại lịch sử của họ. Chữ Hán đã được người Nhật biết đến từ những thế kỷ trước, nhưng quá trình đồng hóa các ký tự này vào hệ thống ngôn ngữ bản địa của họ đã diễn ra vào thế kỷ thứ ba. Điều này là do người Nhật sẵn sàng mượn các khía cạnh của văn hóa các nền văn minh lục địa, vốn đạt được chủ yếu thông qua các quốc gia lân cận như các vương quốc Triều Tiên chứ không phải trực tiếp từ các đế chế Trung Quốc đại lục.

## Nguồn gốc của luật pháp

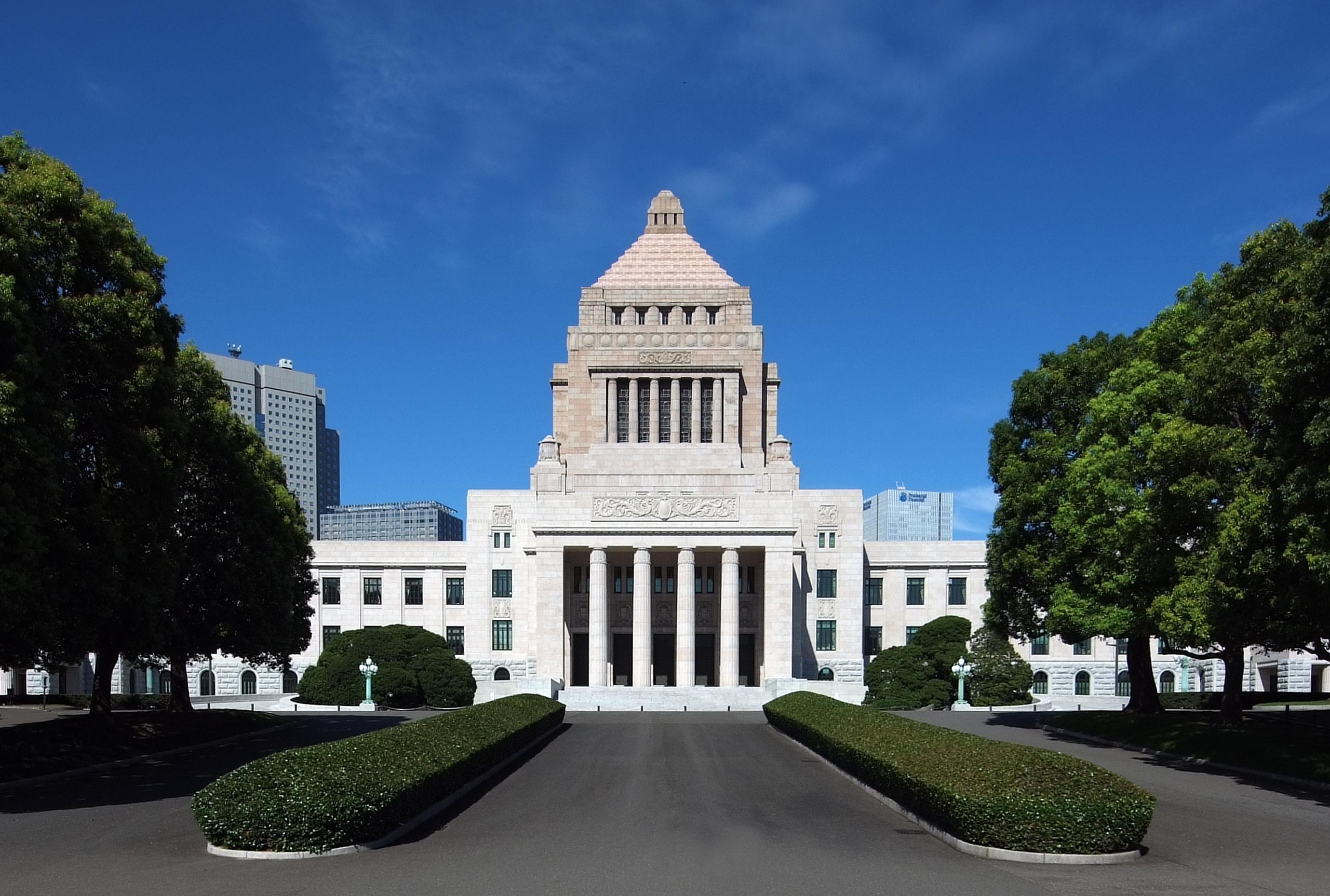
Quốc hội là cơ quan lập pháp quốc gia, chịu trách nhiệm ban hành luật mới.